# Monoxenus mambojae
Monoxenus mambojae là một loài bọ cánh cứng trong họ Cerambycidae.